# W.I.T.C.H.
W.I.T.C.H. je talijanski strip nastao u Disneyevoj kreativnoj radionici. Počeo je izlaziti u travnju 2001. godine, a u Hrvatskoj se prvi se broj pojavio u svibnju 2003. godine. Izdaje se na 28 različitih jezika, a u nekim zemljama, primjerice u Italiji, Poljskoj, Njemačkoj, Španjolskoj i Turskoj to je najpopularniji strip za pred tinejdžerski i tinejdžerski uzrast. Strip je crtan u prepoznatljivom manga stilu (japanska škola crtanja), ali ne dosljedno, jer je to ipak strip s potpisom Disneyja. Na temelju priče o W.i.t.c.h. napravljena je i crtana serija (anime) pod istoimenim nazivom.
Priča prati pet prijateljica iz Heatherfielda koje su odabrane da brane poredak stvari u Kandrakaru, dalekom i beskrajnom mjestu u centru svemira gdje se uzdiže hram Vijeća, u kojem vlada Prorok. Will, Irma, Taranee, Cornelia i Hay Lin naočigled su sasvim obične djevojke, no one posjeduju tajne moći kako bi se zaštile od neprijatelja koji žele narušiti ravnotežu Kandrakara. Pohađaju gimnaziju Sheffield i imaju probleme poput svih tinedžerica. Muče ih ljubavni jadi, imaju frke sa starcima, probleme s nastavnicima, te s mlađim sestrama i braćom. Crvenokosa Will je Čuvarica Srca Kandrakara, kristala u kojemu se nalazi pet elemenata te je vođa skupine W.I.T.C.H. 

## Likovi
- Will Vandom - Čuvarica srca Kandrakara
- Irma Lair - ima moć nad vodom
- Taranee Cook - ima moć nad vatrom
- Cornelia Hale - ima moć nad zemljom
- Hay Lin - ima moć nad zrakom

## Radnja
Radnja se odvija u gradu Heatherfieldu u kojeg se u prvom broju doselila Will. Tamo se sprijatelji s ostalim djevojkama. Kada su jednom prilikom bile kod Hay Lin, saznaju od njene bake da su izabrane da služe Kandrakaru - utvrdi podignutoj da bi se očuvalo dobro. Nazivaju se Čuvaricama. Witchice imaju moći nad elementima prirode, mogu se teleportirati te otkrivaju da mogu stvoriti identične dvojnice (astralne kapi) s kojima se mogu zamijeniti kada moraju otići na zadatak, a ne žele da roditelji opaze da ih nema. Kandrakar je pod vodstvom Proroka, mudraca koji Čuvaricama zadaje zadatke te im pokušava pomoći i kao Čuvaricama i kao nesigurnim mladim djevojkama.
Svaka priča se odvija u dvanaest brojeva koji izlaze kroz jednu godinu. U Italiji trenutno izlazi deveta priča pod imenom 100% Witch.

## Strip

### I. Priča
U grad Heatherfield se doseljava tinejdžerica Will koja nije presretna zbog selidbe, a najviše je muči škola. Odmah se sprijatelji s Irmom, Corneliom, Hay Lin, Taranee i Elyon. Ubrzo iz Meridijana (grada iz čarobnog Metasvijeta) dolaze Cedrick i Vathek koji su došli po Elyon tvrdeći da je ona davno izgubljena sestra princa Phobosa, vladara Meridijana. U tome i uspijevaju jer se Elyon zaljubljuje u Cedricka i odlazi s njim. U međuvremenu Hay Linina baka ostalim djevojčicama pokaže srce Kandrakara (čarobni kristal) te im otkrije njihove moći. Nitko ne povjeruje sve dok Will, Irma i Hay Lin ne upadnu u Elyoninu zamku i spase se pomoću svojih novih moći. U jednom putovanju u Metasvijet Cornelia upoznaje dečka kojeg je već dugo vremena sanjala. Saznaje da se zove Caleb te se oni odmah zaljube. Witchice shvate kako postoje portali kroz koje mogu ući u Metasvijet, ali i da čudovišta iz Metasvijeta mogu doći u njihov svijet, tj. Heatherfield. Njihova je prva zadaća kao Čuvarice vela, svojevrsne granice ljudskog i Metasvijeta. Moraju zatvoriti sve portale kako bi veo nestao i spasiti Elyon. U tome uspiju u dvanaestom broju kada Phobos pokuša iscrpiti Elyoninu energiju pomoću Krune od Svjetla. Djevojke ga spriječe, a Elyon ostaje u Metasvijetu i postaje nova kraljica Meridijana. No nije sve tako sretno jer Phobos pretvara Caleba u cvijet kako bi ga kaznio zbog pobune koju je on digao.
- 1. Noć vještica
- 2. 12 portala
- 3. Druga dimenzija
- 4. Moć Vatre
- 5. Posljednja suza
- 6. Iluzije i laži
- 7. Jednog ćeš ga dana sresti
- 8. Crne ruže meridijana
- 9. Četiri zmaja
- 10. Most izmađu dva svijeta
- 11. Kruna od svjetla
- 12. Neka bude zauvijek

### II. Priča
Nakon što su porazile Phobosa Witchice se moraju suočiti s Nerissom. Ona je bivša čuvarica koju je pohlepa i želja za srcem Kandrakara odvela u propast. Sada se vratila i ulazi u snove novih čuvarica kako bi ih dokrajčila. U međuvremenu Hay Lin upoznaje i zaljubljuje se u Erica, novog dečka u gradu. Eric ima djeda koji radi u zvjezdarnici. Na taj način Čuvarice dolaze do Cassidy, bivše čuvarice srca koja je bila u ekipi s Nerissom. Nerissa ju je ubila kako bi došla do srca Kandrakara. U konačnoj borbi, Čuvarice u Kandrakaru suprotstavljaju Nerissi. Ona ih uspava i prenese u glave svojih astralnih kapi u Heatherfield gdje su one bezbrižne tinedžerice (astralne kapi nemaju moći). No Cornelia se probudi i zajedno s ostalim Witchicama porazi Nerissu. Cornelia je u međuvremenu vratila Caleba u prvobitno stanje, no s njim se mora oprostiti jer je odlučio vratiti se u Meridijanu s Elyon.
- 13. Znam tko si
- 14. Kraj jednog sna
- 15. Hrabrost je izabrati
- 16. Nerissin pečat
- 17. Ne sklapaj oči
- 18. Ostaci ljeta
- 19. Druga istina
- 20. Dah mržnje
- 21. Sjena sumnje
- 22. Slomljeno srce
- 23. Zbogom
- 24. Vjeruj mi

### III. Priča
U priču ulazi Willin otac kojeg ona nije vidjela od ranog djetinjstva. On želi dokazati da je Susan (Willina majka) neodgovorna i da ne bi smjela biti njena majka. On se ipak nagodi sa Susan i odlazi. No, situacija se nije poboljšala jer Taranee odluči otići iz grupe zato što ne dobiva odgovore o tajanstvenom životu Čuvarica kojeg vodi. Umjesto nje u ekipu ulazi ratnica Orube koju je poslao Prorok iz Kandrakara. Orube živi u Heatherfieldu kao studentica Rebecca Rudolph. U međuvremenu Cornelia, Hay Lin i Taranee odlaze u školu Redstone na razmjenu učenika, što otežava njihov novi zadatak. U čarobnom svijetu Arhkanta Kandrakaru prijeti opasnost od okrutnog vladara Aria razočaranog zbog toga što Prorok iz Kandrakara nije pomogao njegovom nijemom i za sve nezainteresiranom sinu. Ari želi osvetu, a tome mu pomaže i Banshee po imenu Yua, moćan zloduh. Ta bića predstavljaju suštinu apsolutnog zla, a zarobljene ispunjavaju tri želje u zamjenu za sloodu. Yua mu pomogne u borbi protiv Čuvarica, ali na kraju ga izda i otme mu sina. Čuvarice ga spase, no Yua uvjeri Aria da su one bile te koje su ga otele. Za to vrijeme u ljudskom svijetu novi profesor informatike prof. Syla uhodi djevojke u Redstonu. On radi za tajnu agenciju koja se želi domoći Witchica jer sumnja da imaju nadnaravne moći. Taranee se vrati ekipi, ali Orube još ostaje s njima da bi im pomogla u pobjedi protiv Arija, Yue i prof. Syle, a kasnije i protiv pobunjenih astralnih kapi kojima je dosadilo da ih Čuvarice stalno iskorištavaju kada su u nevolji. Priča završava sretnim završetkom: Ariev sin progovori, Yoa je oslobođena, astralne su kapi puštene u normalan život, a prof. Syli i ostatku tajne agencije Prorok u pamćenju izbriše sve o imalo posebnim djevojkama - Witchicama.
- 25. Vodene sjene
- 26. Vodene sjene(2)
- 27. Konačna ucjena
- 28. Ne okreći se, Will
- 29. Tajna razbijenih naočala
- 30. Redstone
- 31. Tako daleko, a tako blizu
- 32. Zasjeda u grimiznoj utvrdi
- 33. Moć čarolije
- 34. U vrtlogu
- 35. Put vjetra
- 36. Zatvor tišine
- 37. Dvostruki indetitet
- 38. Bitka u Yuinoj jazbini
- 39. Igra uloga
- 40. Čarolija sjećanja
- 41. U carstvu snova
- 42. Najveći dar
- 43. Ubod u srce
- 44. Kapi slobode
- 45. Život u ogledalu
- 46. Podmukla osveta
- 47. Pobunjeni duhovi
- 48. Novi život

### IV. Priča
Djevojke u školi popuštaju, što natjera ravnateljicu da koristi drastične mjere za popravljanje njihovih ocjena. Prorok se smjenjuje i njegova pozicija biva ponuđena Yan Lin (Hay Lininoy baki) i Endarnu, bivšem čuvaru Maglene kule (Kandrakarova zatvora). Dolazi do glasanja u kojem Endarno pobjeđuje i staje na mjesto Proroka. Endarno svoju poziciju koristi kako bi zagorčao život Witchica. Uz to, Endarno krije svoj pravi identitet. On je ustvari Phobos koji se spremio na osvetru jači nego ikada, dok pravi Endarno leži u Maglenoj kuli u Phobosovom liku. Phobos kao Prorok od Will traži srce Kandrakara i Elyoninu krunu svjetla. Kako je Will odbila dati srce i time bila ponižena pred Vijećem, djevojke odlaze u Meridijan po Elyon. Ona u Kandrakaru prepozna Phobosa koji je zatvori u Maglenu kulu.  
- 49. Svjedočenje
- 50. Odlazak Proroka
- 51. Novi vladar tvrđave
- 52. Nebeska potraga
- 53. Let leptira
- 54. Tajni vrt sjećanja
- 55. Bijeli glasnik
- 56. Ljubav sve pobjeđuje
- 57. Otkrivena tajna
- 58. Velika laž
- 59. Dah vremena
- 60. Zdenac tišine
- 61. Svjetlo Meridijana
- 62. Povratak ratnice
- 63. Nevidljivi zid
- 64. Putovanje kroz svjetove
- 65. Na putu do pobjede
- 66. Povratak kraljice Elyon
- 67. Veliki izazov
- 68. Čudesan početak
- 69. Zaustavljeno vrijeme
- 70. Svijet uspomena
- 71. Plesna akademija
- 72. Cesta budućnosti

### V. Priča
- 73. Između sna i jave
- 74. Novi izazovi
- 75. Slika prošlosti
- 76. Čarobne cure

## Vanjske poveznice
- JETIX US W.I.T.C.H. web stranica